# هاينكل هي 72
هاينكل هي 72 (بالإنجليزية: Heinkel He 72)‏ هي طائرة تدريب أنتجت في ألمانيا. من صناعة هاينكل. كان أول طيران لها في 1933.